# Балк, Захар Захарович
Захар Захарович Балк (26 января (6 февраля) 1796 — 27 апреля 1870) — русский адмирал (с 1861 года), член адмиралтейств-совета.

## Биография
Происходил из дворян Владимирской губернии.
Обучался в морском корпусе, откуда был выпущен мичманом. Принимал участие в войне против Наполеона (1812—1813) и блокаде французского флота у Флисингена. 20 января 1816 года произведен в лейтенанты. Затем плавал только в Балтийском море, где сделал постепенную карьеру — командовал судами, эскадрами и дивизиями. В 1824—1825 годах в должности первого лейтенанта судна Российско-Американской компании «Елена» совершил кругосветное плавание с заходом в Сидней и на Аляску. 29 декабря 1826 года произведен в чин капитан-лейтенанта.
22 мая 1829 года во время перехода из Кронштадта в Свеаборг фрегат «Помощный» под командованием Балка в тумане с дождем был снесен течением к острову Оденсхольм, где в полночь сел на мель в пяти милях от маяка. При этом выбило руль, доски разошлись, и вода заливала корпус. Ночью срубили мачты, выбросили артиллерию, из запасного рангоута построили плот. К утру стало стихать и проясняться. Команде удалось спустить на воду баркас. На нем и плоту экипаж в 5 часов утра перебрался на берег. Командир с 8 добровольцами остался на фрегате, где и провел следующую ночь. Фрегат был разбит волнами. Якоря и пушки впоследствии подняты. Командир был оправдан.
С 1830—1837 г., в чине капитана 2 ранга, Балк командовал Охотским портом. 22 апреля 1834 года произведен в капитаны 1-го ранга. В 1838—1839 годах командовал кораблем «Прохор» и 6-м флотским экипажем. 1 декабря 1838 года «за беспорочную выслугу 25 лет в офицерских чинах» награжден орденом Св. Георгия IV степени.
6 декабря 1839 года он был произведен в контр-адмиралы с назначением командиром 3-й бригады 2-й флотской дивизии. В 1841 году награжден орденом Св. Владимира III степени. В 1843 году назначен командиром 2-й бригады 2-й флотской дивизии. 26 марта 1844 года награжден орденом Св. Станислава I степени. В 1847 году награжден орденом Св. Анны I степени. 30 августа 1848 года назначен командующим 2-й флотской дивизии.
Во время датско-прусской войны 1848—1849 годов активно участвовал в Датской экспедиции русского флота, командуя судами 2-й флотской дивизии, крейсировал у острова Готланд. В 1849 году пожалован датским орденом Данеброг большого креста. 8 апреля 1851 года произведен в вице-адмиралы с утверждением в должности начальника 2-й флотской дивизии. Ещё со времени командования Охотским портом, он заслужил в среде подчиненных репутацию строгого и справедливого начальника; эти же качества сохранил он и во время командования сперва отдельными судами, потом бригадами и дивизиями. Во время Крымской войны, командуя судами на Кронштадтском рейде, участвовал в обороне крепости. 18 мая 1855 года вице-адмирал Балк был назначен членом адмиралтейств-совета. В 1856 году награжден орденом Св. Владимира II степени. 23 апреля 1861 года произведен в адмиралы. 28 октября 1866 года пожалован орденом Белого Орла. 7 октября 1868 года «за успешное исполнение обязанностей, возложенных на него на время отсутствия Управляющего морским министерством» объявлена Монаршая признательность.  В 1869 году управлял морским министерством. Был известен точностью и тщательностью при исполнении поручений.

## Интересный факт
- Царь Александр II ценил его и дважды награждал табакерками. За участие при составлении нового морского устава в 1853 г. был награжден табакеркой, алмазами украшенною, с портретом Государя Императора. Когда, в 1862 г., исполнилось 50 лет службы адмирала в офицерских чинах, Император Александр II пожаловал ему бриллиантовую табакерку, с своим портретом.

## Семья
Сыновья:
- Балк, Василий Захарович — генерал-майор.
- Балк Захар Захарович — капитан лейб-гвардии.